# Selección femenina de fútbol de Camerún
La selección femenina de fútbol de Camerún (en francés Équipe du Cameroun féminine de football) está conformado por jugadoras de nacionalidad camerunesa que representa a la Federación Camerunesa de Fútbol en las competiciones oficiales organizadas por la Confederación Africana de Fútbol y la FIFA.
Es una de las mejores selecciones del continente Africano. Han logrado clasificarse en dos oportunidades a la Copa Mundial Femenina de Fútbol en el año 2015 realizado en Canadá y en 2019 realizado en Francia siendo eliminada en octavos de final en ambas ocasiones. A nivel continental, salió subcampeón en cuatro oportunidades (1991, 2004, 2014 y 2016).

## Estadísticas

### Copa Mundial Femenina de Fútbol
| Edición | Resultado      | Posición       | PJ             | PG             | PE             | PP             | GF             | GC             |
| ------- | -------------- | -------------- | -------------- | -------------- | -------------- | -------------- | -------------- | -------------- |
| 1991    | No clasificó   | No clasificó   | No clasificó   | No clasificó   | No clasificó   | No clasificó   | No clasificó   | No clasificó   |
| 1995    | Se retiró      | Se retiró      | Se retiró      | Se retiró      | Se retiró      | Se retiró      | Se retiró      | Se retiró      |
| 1999    | No clasificó   | No clasificó   | No clasificó   | No clasificó   | No clasificó   | No clasificó   | No clasificó   | No clasificó   |
| 2003    | No clasificó   | No clasificó   | No clasificó   | No clasificó   | No clasificó   | No clasificó   | No clasificó   | No clasificó   |
| 2007    | No clasificó   | No clasificó   | No clasificó   | No clasificó   | No clasificó   | No clasificó   | No clasificó   | No clasificó   |
| 2011    | No clasificó   | No clasificó   | No clasificó   | No clasificó   | No clasificó   | No clasificó   | No clasificó   | No clasificó   |
| 2015    | Fase de grupos | 11.º           | 4              | 2              | 0              | 2              | 9              | 4              |
| 2019    | Fase de grupos | 14.º           | 4              | 1              | 0              | 3              | 3              | 8              |
| 2023    | No clasificó   | No clasificó   | No clasificó   | No clasificó   | No clasificó   | No clasificó   | No clasificó   | No clasificó   |
| 2027    | Por disputarse | Por disputarse | Por disputarse | Por disputarse | Por disputarse | Por disputarse | Por disputarse | Por disputarse |
| Total   | 2/9            | 20.º           | 8              | 3              | 0              | 5              | 12             | 12             |

### Juegos Olímpicos
| Edición | Resultado               | Posición                | PJ                      | PG                      | PE                      | PP                      | GF                      | GC                      |
| ------- | ----------------------- | ----------------------- | ----------------------- | ----------------------- | ----------------------- | ----------------------- | ----------------------- | ----------------------- |
| 1996    | No existía la selección | No existía la selección | No existía la selección | No existía la selección | No existía la selección | No existía la selección | No existía la selección | No existía la selección |
| 2000    | No clasificó            | No clasificó            | No clasificó            | No clasificó            | No clasificó            | No clasificó            | No clasificó            | No clasificó            |
| 2004    | No clasificó            | No clasificó            | No clasificó            | No clasificó            | No clasificó            | No clasificó            | No clasificó            | No clasificó            |
| 2008    | No clasificó            | No clasificó            | No clasificó            | No clasificó            | No clasificó            | No clasificó            | No clasificó            | No clasificó            |
| 2012    | Fase de grupos          | 12.º                    | 3                       | 0                       | 0                       | 3                       | 1                       | 11                      |
| 2016    | No clasificó            | No clasificó            | No clasificó            | No clasificó            | No clasificó            | No clasificó            | No clasificó            | No clasificó            |
| 2020    | No clasificó            | No clasificó            | No clasificó            | No clasificó            | No clasificó            | No clasificó            | No clasificó            | No clasificó            |
| 2024    | No clasificó            | No clasificó            | No clasificó            | No clasificó            | No clasificó            | No clasificó            | No clasificó            | No clasificó            |
| Total   | 1/8                     | 18.º                    | 3                       | 0                       | 0                       | 3                       | 1                       | 11                      |

### Copa Femenina Africana de Naciones
| Edición | Resultado                                  | Posición                                   | PJ                                         | PG                                         | PE                                         | PP                                         | GF                                         | GC                                         |
| ------- | ------------------------------------------ | ------------------------------------------ | ------------------------------------------ | ------------------------------------------ | ------------------------------------------ | ------------------------------------------ | ------------------------------------------ | ------------------------------------------ |
| 1991    | Finalista                                  | 2.º                                        | 2                                          | 0                                          | 0                                          | 2                                          | 0                                          | 6                                          |
| 1995    | Se retiró                                  | Se retiró                                  | Se retiró                                  | Se retiró                                  | Se retiró                                  | Se retiró                                  | Se retiró                                  | Se retiró                                  |
| 1998    | Cuarto lugar                               | 4.º                                        | 4                                          | 2                                          | 0                                          | 2                                          | 7                                          | 13                                         |
| 2000    | Fase de grupos                             | 6.º                                        | 3                                          | 1                                          | 0                                          | 2                                          | 4                                          | 6                                          |
| 2002    | Tercer lugar                               | 3.º                                        | 5                                          | 2                                          | 2                                          | 1                                          | 7                                          | 5                                          |
| 2004    | Subcampeón                                 | 2.º                                        | 5                                          | 1                                          | 3                                          | 1                                          | 8                                          | 10                                         |
| 2006    | Cuarto lugar                               | 4.º                                        | 5                                          | 1                                          | 2                                          | 2                                          | 6                                          | 10                                         |
| 2008    | Cuarto lugar                               | 4.º                                        | 5                                          | 2                                          | 1                                          | 2                                          | 4                                          | 6                                          |
| 2010    | Cuarto lugar                               | 4.º                                        | 5                                          | 2                                          | 1                                          | 2                                          | 7                                          | 11                                         |
| 2012    | Tercer lugar                               | 3.º                                        | 5                                          | 2                                          | 1                                          | 2                                          | 6                                          | 5                                          |
| 2014    | Subcampeón                                 | 2.º                                        | 5                                          | 3                                          | 0                                          | 2                                          | 5                                          | 4                                          |
| 2016    | Subcampeón                                 | 2.º                                        | 5                                          | 4                                          | 0                                          | 1                                          | 6                                          | 1                                          |
| 2018    | Tercer lugar                               | 3.º                                        | 5                                          | 3                                          | 2                                          | 0                                          | 10                                         | 4                                          |
| 2020    | Cancelado debido a la pandemia de COVID-19 | Cancelado debido a la pandemia de COVID-19 | Cancelado debido a la pandemia de COVID-19 | Cancelado debido a la pandemia de COVID-19 | Cancelado debido a la pandemia de COVID-19 | Cancelado debido a la pandemia de COVID-19 | Cancelado debido a la pandemia de COVID-19 | Cancelado debido a la pandemia de COVID-19 |
| 2022    | Quinto lugar                               | 5.º                                        | 5                                          | 2                                          | 2                                          | 1                                          | 4                                          | 2                                          |
| 2024    | No clasificó                               | No clasificó                               | No clasificó                               | No clasificó                               | No clasificó                               | No clasificó                               | No clasificó                               | No clasificó                               |
| Total   | 11/13                                      | 3.º                                        | 59                                         | 25                                         | 14                                         | 20                                         | 74                                         | 83                                         |

## Últimos y próximos encuentros
Actualizado al último partido jugado el 26 de febrero de 2024
| Fecha      | Ciudad   | Local    | Resultado      | Visitante | Competición                        |
| ---------- | -------- | -------- | -------------- | --------- | ---------------------------------- |
| 18-02-2023 | Hamilton | Camerún  | 2:0            | Tailandia | Repesca Copa Mundial Femenina 2023 |
| 22-02-2023 | Hamilton | Portugal | 2:1            | Camerún   | Repesca Copa Mundial Femenina 2023 |
| 22-09-2023 | Douala   | Camerún  | 1:0            | Kenia     | Clas. Campeonato Femenino 2024     |
| 26-09-2023 | Nairobi  | Kenia    | 1:0 (4:3 pen.) | Camerún   | Clas. Campeonato Femenino 2024     |
| 26-10-2023 | Njeru    | Uganda   | 2:0            | Camerún   | Torneo Preolímpico Femenino 2024   |
| 31-10-2023 | Douala   | Camerún  | 3:0            | Uganda    | Torneo Preolímpico Femenino 2024   |
| 23-02-2024 | Douala   | Camerún  | 0:0            | Nigeria   | Torneo Preolímpico Femenino 2024   |
| 26-02-2024 | Abuya    | Nigeria  | 1:0            | Camerún   | Torneo Preolímpico Femenino 2024   |

## Escuadra convocada para laCopa Mundial Femenina de Fútbol de 2019
- Porteras: Annette Ngo Ndom, Marthe Ongmahan, Isabelle Mambingo[2]
- Defensas: Augustine Ejangue, Claudine Meffometou, Yvonne Leuko, Ysis Sonkeng, Christine Manie, Aurelle Awona, Estelle Johnson[2]
- Centrocampistas: Raissa Feudjio, Charlène Menene, Genevieve Ngo, Ninon Abena, Jeannette Yango, Marlyse Ngo Ndoumbouk[2]
- Delanteras: Gabrielle Onguéné, Henriette Akaba, Gaëlle Enganamouit, Madeleine Ngono Mani, Alexandra Engolo, Ajara Nchout, Michaela Abam[2]